# Robert Elias Fries

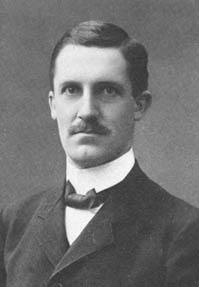
Robert Elias Fries

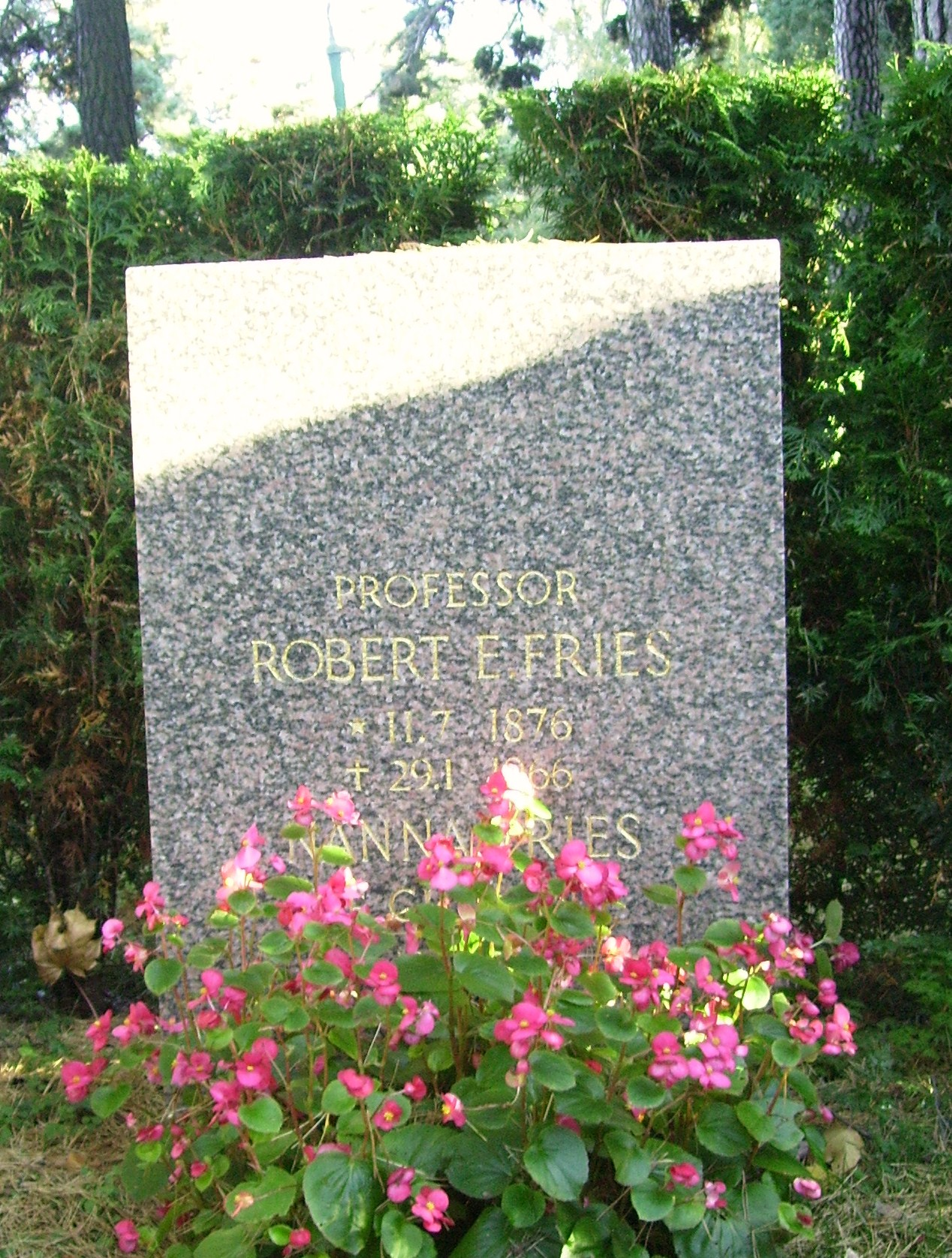
Grab von Robert E. Fries auf dem Norra begravningsplatsen in Solna

Klas Robert Elias Fries (* 11. Juli 1876 in Uppsala, Schweden; † 29. Januar 1966 in Stockholm, Schweden) war ein schwedischer Botaniker und Mykologe. Sein offizielles botanisches Autorenkürzel lautet „R.E.Fr.“

## Leben
Fries stammt aus einer Familie von prominenten Mykologen, Lichenologen und Botanikern. Sein Großvater Elias Magnus Fries (1794–1878) war ein Experte für Pilze. Sein Vater Theodor Magnus Fries (1832–1913) war Botaniker und Lichenologe. Sein jüngerer Bruder Thore Christian Elias Fries (1886–1930) war Professor für Vegetationsgeographie und Palynologie an der Universität Lund. Sein ältester Sohn Magnus Fries (1917–1987) war Professor für Pflanzenbiologie an der Universität Uppsala und Vorsitzender der schwedischen Linné-Gesellschaft von 1980 bis 1985. Sein Onkel Nils Fries (1912–1994) war von  1961 bis 1970 Präsident der Studentnation Smålands nation an der Universität Uppsala.
1894 wurde Fries Student an der Universität Uppsala, wo er 1901 ein Lizenziat in Philosophie erlangte. 1905 promovierte er zum Doktor der Philosophie und wurde Dozent in Botanik. Von 1902 bis 1903 arbeitete er als Kurator im Regnellian-Herbarium des Naturhistoriska riksmuseet. Von 1904 bis 1907 war er Assistent am Botanischen Garten Uppsala. Von 1908 bis 1911 dozierte er an einer öffentlichen Hochschule in Uppsala. 1913 wurde er zum Professor habilitiert. 1915 erhielt er den Titel eines Professor Bergianus der Bergianischen Stiftung und wurde Direktor des Bergianska trädgården, dem Botanischen Garten von Stockholm. Dieses Amt hatte er bis 1944 inne. 1916 heiratete er Nanna Curman, die Tochter von Professor Carl Curman (1833–1913) und der Autorin Calla Curman, geborene Lundström (1850–1935).
Neben Reisen in Schweden und nach Spanien, unternahm Fries Forschungsreisen nach Südamerika und Afrika. 1901 begleitete er Baron Erland Nordenskiöld auf eine Expedition in den Gran Chaco und zu den Bergketten in Argentinien und Bolivien. 1902 kehrte er mit einer umfangreichen Sammlung von Samenpflanzen, Pilzen und Algen nach Uppsala zurück. Von 1911 bis 1912 bereiste er mit Eric von Rosen den gesamten afrikanischen Kontinent vom Kap der Guten Hoffnung bis nach Alexandria. Vor allem aus Zentralafrika trug er eine umfangreiche Sammlung von Pflanzenmaterial zusammen. Von 1921 bis 1922 ging Fries auf eine Sammelexpedition nach Ostafrika.
Fries widmete sich anfangs der Taxonomie südamerikanischer Taxa aus den Gruppen der Columniferae (heute Malvaceae), Annonaceae, Amaranthaceae sowie der Schleimpilze. 1905 verfasste er seine Dissertation über die Vegetationsgeographie Argentiniens mit dem Titel Zur Kenntnis der alpinen Flora im nördlichen Argentinien. In anderen Werken behandelte Fries biologische, morphologische und embryonale Themen. 1907 veröffentlichte er eine Festschrift zum 300. Geburtstag von Carl von Linné mit dem Titel De största märkesmännen. In späteren Jahren setzte er sich mit der afrikanischen Flora auseinander, insbesondere in seinem Werk Botanische Untersuchungen (der schwedischen Rhodesia-Kongo-Expedition), (3 Teile, 1914–1916), wo er sich mit taxonomischen, ökologischen und vegetationsgeographischen Inhalten beschäftigte.
1926 wurde Fries zum Mitglied der Königlich Schwedischen Akademie der Wissenschaften gewählt. Von 1939 bis 1940 war er Vorsitzender und von 1942 bis 1951 war er Vizepräsident dieser Gelehrtengesellschaft. 1927 wurde er Mitglied der Kungliga Skogs- och Lantbruksakademien. 1938 wurde er Mitglied der Königlichen Physiographischen Gesellschaft in Lund und 1950 Mitglied der Königlichen Gesellschaft der Wissenschaften in Uppsala. Ferner war Fries Mitglied der British Mycological Society und arbeitete mit dem Botanischen Museum der Universität Uppsala, dem Botanischen Garten und Botanischen Museum Berlin-Dahlem, dem Natural History Museum London, dem  Botanischen Garten Meise in Brüssel, Belgien, dem Muséum d’histoire naturelle de la Ville de Genève, den Royal Botanic Gardens (Kew), der Abteilung für Samenpflanzen am Naturhistoriska riksmuseet und mit dem United States National Herbarium der Smithsonian Institution zusammen.